# Erik Sorga
Erik Sorga (Tallinn, 8 luglio 1999) è un calciatore estone, attaccante dell'Hồ Chí Minh e della nazionale estone.

## Carriera

### Club

#### Flora Tallinn
Cresciuto nelle giovanili dello Strommi e del TJK Legion, due squadre di Tallinn, nel 2016, a 17 anni non ancora compiuti, entra nella rosa del Flora Tallinn U21, con cui segna 17 gol in 30 partite nell'annata di debutto.
Esordisce nella Meistriliiga, la massima divisione estone, con la prima squadra del Flora Tallinn il 23 settembre 2016 nella partita contro il Tarvas Rakvere, sostituendo Rauno Allika al 61' minuto. Segna il primo gol in Meistriliiga il 5 maggio 2017 contro il Tulevik Viljandi. Ottenuto un definitivo posto da titolare nell'undici del Flora nel 2018, segna ben 23 gol in 7 partite di Coppa d'Estonia, realizzando 7 gol per volta in 2 partite. Il 7 aprile 2019 segna la prima tripletta in massima serie, andando in gol quattro volte contro il Maardu.

#### DC United e prestito al Vitesse
L'8 gennaio 2020 viene acquistato per 500 mila dollari dal Loudoun Utd, squadra affiliata al D.C. United dove si trasferisce il 9 febbraio seguente.
Debutta con il club pochi giorni dopo contro il Inter Miami in MLS; mentre il 2 settembre 2020 segna la prima rete in campionato e con il DC contro il N.Y. Red Bulls.
Dato lo scarso rendimento causato da diversi fattori tra cui la pandemia di COVID-19, nell'agosto 2021 fa ritorno in Europa venendo acquistato in prestito dal VVV-Venlo. Fa il proprio esordio il 21 agosto seguente nella vittoria casalinga contro l'Almere City, nella quale mette a segno una doppietta. Nonostante un buon inizio di stagione, complice il ritorno dall'infortunio del compagno di reparto Sven Braken, perde il posto da titolare, con il club che nel gennaio 2022 annuncia la risoluzione anticipata del contratto.

#### IFK Göteborg
Concluso il prestito ritorna al DC United che l'8 gennaio 2022 lo vende a titolo definitivo all'IFK Göteborg, con cui firma un contratto quadriennale.

### Nazionale
A livello giovanile ha vestito la maglia di Estonia under 16, Estonia under 17, Estonia under 19 e Estonia under 21.
L'8 giugno 2019 esordisce con la nazionale maggiore estone nella partita di qualificazione al campionato d'Europa 2020 contro l'Irlanda del Nord, sostituendo Rauno Sappinen al 61º minuto di gioco. Al momento del debutto in nazionale, è il capocannoniere provvisorio del campionato con 14 gol in 14 partite.
Il primo gol per la squadra nazionale lo realizza il 6 settembre 2019 contro la Bielorussia.

## Statistiche

### Presenze e reti nei club
Statistiche aggiornate al 31 marzo 2020.
| Stagione                 | Squadra                  | Campionato               | Campionato | Campionato | Coppe nazionali | Coppe nazionali | Coppe nazionali | Coppe continentali | Coppe continentali | Coppe continentali | Altre coppe | Altre coppe | Altre coppe | Totale | Totale |
| Stagione                 | Squadra                  | Comp                     | Pres       | Reti       | Comp            | Pres            | Reti            | Comp               | Pres               | Reti               | Comp        | Pres        | Reti        | Pres   | Reti   |
| ------------------------ | ------------------------ | ------------------------ | ---------- | ---------- | --------------- | --------------- | --------------- | ------------------ | ------------------ | ------------------ | ----------- | ----------- | ----------- | ------ | ------ |
| 2017                     | Flora Tallinn U21        | ES                       | 21         | 13         | -               | -               | -               | -                  | -                  | -                  | -           | -           | -           | 21     | 13     |
| 2017                     | Flora Tallinn            | ME                       | 8          | 1          | CE              | 7               | 14              | -                  | -                  | -                  | -           | -           | -           | 15     | 15     |
| 2018                     | Flora Tallinn U21        | ES                       | 9          | 16         | -               | -               | -               | -                  | -                  | -                  | -           | -           | -           | 9      | 16     |
| 2018                     | Flora Tallinn            | ME                       | 27         | 9          | CE              | 3               | 13              | UEL                | 1                  | 0                  | -           | -           | -           | 31     | 22     |
| 2019                     | Flora Tallinn U21        | ES                       | 1          | 1          | -               | -               | -               | -                  | -                  | -                  | -           | -           | -           | 1      | 1      |
| 2019                     | Flora Tallinn            | ME                       | 34         | 31         | CE              | 3               | 7               | UEL                | 4                  | 0                  | -           | -           | -           | 41     | 38     |
| Totale Flora Tallinn U21 | Totale Flora Tallinn U21 | Totale Flora Tallinn U21 | 62         | 47         |                 | -               | -               |                    | -                  | -                  |             | -           | -           | 62     | 47     |
| Totale Flora Tallinn     | Totale Flora Tallinn     | Totale Flora Tallinn     | 71         | 41         |                 | 15              | 37              |                    | 5                  | 0                  |             | -           | -           | 91     | 78     |
| 2020                     | DC United                | MLS                      | 17         | 1          |                 | -               | -               |                    | -                  | -                  |             | -           | -           | 17     | 1      |
| Totale                   | Totale                   | Totale                   | 149        | 104        |                 | 15              | 37              |                    | 5                  | 0                  |             | -           | -           | 170    | 126    |

### Cronologia presenze e reti in nazionale
| Cronologia completa delle presenze e delle reti in nazionale ― Estonia | Cronologia completa delle presenze e delle reti in nazionale ― Estonia | Cronologia completa delle presenze e delle reti in nazionale ― Estonia | Cronologia completa delle presenze e delle reti in nazionale ― Estonia | Cronologia completa delle presenze e delle reti in nazionale ― Estonia | Cronologia completa delle presenze e delle reti in nazionale ― Estonia | Cronologia completa delle presenze e delle reti in nazionale ― Estonia | Cronologia completa delle presenze e delle reti in nazionale ― Estonia |
| Data                                                                   | Città                                                                  | In casa                                                                | Risultato                                                              | Ospiti                                                                 | Competizione                                                           | Reti                                                                   | Note                                                                   |
| ---------------------------------------------------------------------- | ---------------------------------------------------------------------- | ---------------------------------------------------------------------- | ---------------------------------------------------------------------- | ---------------------------------------------------------------------- | ---------------------------------------------------------------------- | ---------------------------------------------------------------------- | ---------------------------------------------------------------------- |
| 8-6-2019                                                               | Tallinn                                                                | Estonia                                                                | 1 – 2                                                                  | Irlanda del Nord                                                       | Qual. Euro 2020                                                        | -                                                                      | 61’                                                                    |
| 6-9-2019                                                               | Tallinn                                                                | Estonia                                                                | 1 – 2                                                                  | Bielorussia                                                            | Qual. Euro 2020                                                        | 1                                                                      | 83’                                                                    |
| 9-9-2019                                                               | Tallinn                                                                | Estonia                                                                | 0 – 4                                                                  | Paesi Bassi                                                            | Qual. Euro 2020                                                        | -                                                                      |                                                                        |
| 10-10-2019                                                             | Minsk                                                                  | Bielorussia                                                            | 0 – 0                                                                  | Estonia                                                                | Qual. Euro 2020                                                        | -                                                                      | 80’                                                                    |
| 14-11-2019                                                             | Zaporižžja                                                             | Ucraina                                                                | 1 – 0                                                                  | Estonia                                                                | Amichevole                                                             | -                                                                      | 70’                                                                    |
| 19-11-2019                                                             | Amsterdam                                                              | Paesi Bassi                                                            | 5 – 0                                                                  | Estonia                                                                | Qual. Euro 2020                                                        | -                                                                      |                                                                        |
| 11-11-2020                                                             | Firenze                                                                | Italia                                                                 | 4 – 0                                                                  | Estonia                                                                | Amichevole                                                             | -                                                                      | 58’                                                                    |
| 15-11-2020                                                             | Skopje                                                                 | Macedonia del Nord                                                     | 2 – 1                                                                  | Estonia                                                                | UEFA Nations League 2020-2021 - 1º turno                               | -                                                                      | 55’                                                                    |
| 2-9-2021                                                               | Tallinn                                                                | Estonia                                                                | 2 – 5                                                                  | Belgio                                                                 | Qual. Mondiali 2022                                                    | 1                                                                      | 69’                                                                    |
| 5-9-2021                                                               | Tallinn                                                                | Estonia                                                                | 0 – 1                                                                  | Irlanda del Nord                                                       | Amichevole                                                             | -                                                                      | 76’                                                                    |
| 8-9-2021                                                               | Cardiff                                                                | Galles                                                                 | 0 – 0                                                                  | Estonia                                                                | Qual. Mondiali 2022                                                    | -                                                                      | 71’                                                                    |
| 8-10-2021                                                              | Tallinn                                                                | Estonia                                                                | 2 – 0                                                                  | Bielorussia                                                            | Qual. Mondiali 2022                                                    | 1                                                                      | 69’                                                                    |
| 11-10-2021                                                             | Tallinn                                                                | Estonia                                                                | 0 – 1                                                                  | Galles                                                                 | Qual. Mondiali 2022                                                    | -                                                                      | 82’                                                                    |
| 13-11-2021                                                             | Bruxelles                                                              | Belgio                                                                 | 3 – 1                                                                  | Estonia                                                                | Qual. Mondiali 2022                                                    | 1                                                                      | 67’                                                                    |
| 16-11-2021                                                             | Praga                                                                  | Rep. Ceca                                                              | 2 – 0                                                                  | Estonia                                                                | Qual. Mondiali 2022                                                    | -                                                                      | 61’                                                                    |
| 24-3-2022                                                              | Tallinn                                                                | Estonia                                                                | 0 – 0                                                                  | Cipro                                                                  | UEFA Nations League 2020-2021 - Play-out                               | -                                                                      | 90+2’                                                                  |
| 29-3-2022                                                              | Larnaca                                                                | Cipro                                                                  | 2 – 0                                                                  | Estonia                                                                | UEFA Nations League 2020-2021 - Play-out                               | -                                                                      | 54’                                                                    |
| 2-6-2022                                                               | Tallinn                                                                | Estonia                                                                | 2 – 0                                                                  | San Marino                                                             | UEFA Nations League 2022-2023 - 1º turno                               | -                                                                      | 69’                                                                    |
| 5-6-2022                                                               | Pamplona                                                               | Argentina                                                              | 5 – 0                                                                  | Estonia                                                                | Amichevole                                                             | -                                                                      | 83’                                                                    |
| 9-6-2022                                                               | Ta' Qali                                                               | Malta                                                                  | 1 – 2                                                                  | Estonia                                                                | UEFA Nations League 2022-2023 - 1º turno                               | -                                                                      | 60’                                                                    |
| 13-6-2022                                                              | Tirana                                                                 | Albania                                                                | 0 – 0                                                                  | Estonia                                                                | Amichevole                                                             | -                                                                      | 77’                                                                    |
| 26-9-2022                                                              | Serravalle                                                             | San Marino                                                             | 0 – 4                                                                  | Estonia                                                                | UEFA Nations League 2022-2023 - 1º turno                               | -                                                                      | 83’                                                                    |
| 16-11-2022                                                             | Riga                                                                   | Lettonia                                                               | 1 – 1 (5 – 3 dtr)                                                      | Estonia                                                                | Coppa del Baltico 2022                                                 | -                                                                      | 67’                                                                    |
| 19-11-2022                                                             | Tallinn                                                                | Estonia                                                                | 2 – 0                                                                  | Lituania                                                               | Coppa del Baltico 2022                                                 | -                                                                      | 64’                                                                    |
| 23-3-2023                                                              | Budapest                                                               | Ungheria                                                               | 1 – 0                                                                  | Estonia                                                                | Amichevole                                                             | -                                                                      | 46’                                                                    |
| 20-6-2023                                                              | Tallinn                                                                | Estonia                                                                | 0 – 3                                                                  | Belgio                                                                 | Qual. Euro 2024                                                        | -                                                                      | 74’                                                                    |
| 9-9-2023                                                               | Tallinn                                                                | Estonia                                                                | 0 – 5                                                                  | Svezia                                                                 | Qual. Euro 2024                                                        | -                                                                      | 46’                                                                    |
| 17-10-2023                                                             | Tallinn                                                                | Estonia                                                                | 1 – 1                                                                  | Thailandia                                                             | Amichevole                                                             | -                                                                      | 84’                                                                    |
| 8-6-2024                                                               | Tallinn                                                                | Estonia                                                                | 4 – 1                                                                  | Fær Øer                                                                | Coppa del Baltico 2024                                                 | -                                                                      | 72’                                                                    |
| 11-6-2024                                                              | Kaunas                                                                 | Lituania                                                               | 1 – 1 (3 – 4 dtr)                                                      | Estonia                                                                | Coppa del Baltico 2024                                                 | -                                                                      | 90’                                                                    |
| 11-10-2024                                                             | Tallinn                                                                | Estonia                                                                | 3 – 1                                                                  | Azerbaigian                                                            | UEFA Nations League 2024-2025 - 1º turno                               | -                                                                      | 68’                                                                    |
| Totale                                                                 |                                                                        | Presenze                                                               | 31                                                                     |                                                                        | Reti                                                                   | 4                                                                      |                                                                        |

## Palmarès

### Club

#### Competizioni nazionali
- Campionato estone: 1

Flora Tallinn: 2017

#### Competizioni internazionali
- Coppa della Livonia: 1

Flora Tallinn: 2018

### Nazionale
- Coppa del Baltico: 1

2024

### Individuale
- Capocannoniere del campionato estone: 1

2019 (31 reti)